# 春ULALA♥LOVEよ来い!!!
「春ULALA♥LOVEよ来い!!!」（はるウララ♥ラヴよこい!!!）は、桂ヒナギク starring 伊藤静の楽曲。シングルとしては2013年5月29日にGENEON UNIVERSALから発売された。

## 概要
ソロではシングルと言えるシングルは発売されておらず、アルバムがリリースされ続けてきた。デビュー7年目の2013年、今作でようやく正式にソロとしてのシングルを発売した。
リード曲「春ULALA♥LOVEよ来い!!!」は、テレビアニメ『ハヤテのごとく! Cuties』のオープニング・テーマにタイアップされた。カップリング曲の「ダイキライは恋のはじまり」も、同アニメのエンディング・テーマにタイアップされた。

## 収録曲
1. 春ULALA♥LOVEよ来い!!! [4:08]
作詞：六ツ見純代／作曲：渡辺和紀／編曲：増田武史
  - テレビアニメ『ハヤテのごとく! Cuties』オープニングテーマ
2. ダイキライは恋のはじまり [4:43]
作詞：くまのきよみ／作曲：藤末樹／編曲：佐々木裕
  - テレビアニメ『ハヤテのごとく! Cuties』第5話エンディングテーマ
3. 春ULALA♥LOVEよ来い!!!（TV EDIT） [1:35]
4. 春ULALA♥LOVEよ来い!!!（Instrumental） [4:08]
5. ダイキライは恋のはじまり（Instrumental） [4:39]